# 枯葉尖鼻蛛
枯葉尖鼻蛛（学名：Poltys idae）为金蛛科尖鼻蛛屬下的一个种。